# Wabasso (gènere)
Wabasso és un gènere d'aranyes araneomorfes de la subfamília Erigoninae, dins de la família Linyphiidae. Es poden trobar a la zona holàrtica. Fou descrit per primer cop per Alfred Frank Millidge l'any 1984. Segons The World Spider Catalog 12.0:
- Wabasso cacuminatus Millidge, 1984 – Rússia, Canadà, USA
- Wabasso hilairoides Eskov, 1988 – Rússia
- Wabasso koponeni Tanasevitch, 2006 – Rússia
- Wabasso millidgei Eskov, 1988 – Rússia
- Wabasso quaestio (Chamberlin, 1949) (espècie tipus) – Canadà, Groenlàndia
- Wabasso replicatus (Holm, 1950) – Nord d'Europa, nord de Rússia
- Wabasso saaristoi Tanasevitch, 2006 – Rússia
- Wabasso tungusicus Eskov, 1988 – Rússia